# Adaina thomae
Adaina thomae là một loài bướm đêm trong họ Pterophoridae. Loài bướm đêm này được tìm thấy ở Saint Thomas, Brasil, Hispaniola México và Puerto Rico. Con trưởng thành có sải cánh dài 12 mm. Con trưởng thành bay vào tháng 1, 7, 8, 10, 12 trong năm.